# Phthiracarus minisetosus
Phthiracarus minisetosus är en kvalsterart som först beskrevs av Wojciech Niedbała 2004.  Phthiracarus minisetosus ingår i släktet Phthiracarus och familjen Phthiracaridae. Inga underarter finns listade i Catalogue of Life.